# ウィンドラッシュ事件
ウィンドラッシュ事件は、2018年にイギリスで起こった、誤って拘留され、法的権利を拒否され、 強制送還の脅迫を受け、少なくとも83件において内務省によって誤って強制送還された人々に関する政治スキャンダルである。 

## 概要
影響を受けた人々の多くはイギリス臣民として生まれ、1973年以前にイギリスに移民した、カリブ海諸国出身の「 ウィンドラッシュ世代 」(1948年に西インド移民の最初の一団をイギリスに運んだエンパイア・ウィンドラッシュ号に因んで名付けられた)の一員だった。
誤って強制送還された人たちと同様に、不特定多数の人々が誤って拘留されたり、仕事や家を失ったり、本来受けられるはずの給付や医療サービスを拒否されたりした。多数のイギリスの長期居住者は、イギリスへの再入国を誤って拒否され、多くの人々が内務省による即時送還により脅かされた。
コメンテーターたちによって関連づけられた、 テリーザ・メイが内務大臣在任中に策定した「敵対的環境政策」に関連するスキャンダルは、2018年4月のアンバー・ラッドの内務大臣辞任を導き、 ラッドの後任としてサジド・ジャヴィドが任命された。またこのスキャンダルは、イギリスの移民政策と内務省の慣行についての幅広い議論を促した。
このスキャンダルは、カリブ海諸国の駐英外交官、イギリス議会議員、慈善団体、およびガーディアン紙の広範な一連の記事のキャンペーンの結果として、人々の注目を集めた。

## 参照
1. ↑  Rawlinson, Kevin (2018年11月12日). “Windrush : 11 people wrongly deported from UK have died – Sajid Javid” (英語). The Guardian. ISSN 0261-3077 2020年1月8日閲覧。
2. ↑  McCann, Kate (2018年5月15日). “Home Secretary admits 63 Windrush migrants may have been deported and brands hostile environment 'un-British'” (英語). The Telegraph. ISSN 0307-1235 2020年1月8日閲覧。
3. 1 2  “Windrush generation: Home Office ‘set them up to fail’, say MPs” (英語). The Independent (2018年7月3日). 2020年1月8日閲覧。
4. ↑  “What is the Windrush scandal? How the Windrush generation got their name and why many fear deportation - Mirror Online”. web.archive.org (2018年5月2日). 2020年1月8日閲覧。
5. ↑  Rodgers, Lucy; Ahmed, Maryam (2019年6月21日). “Windrush: Who exactly was on board?” (英語) 2020年1月8日閲覧。
6. ↑  staff, Guardian (2018年4月20日). “'It's inhumane': the Windrush victims who have lost jobs, homes and loved ones” (英語). The Guardian. ISSN 0261-3077 2020年1月8日閲覧。
7. ↑  “The human impact of Theresa May’s hostile environment policies” (英語). The Independent (2018年4月21日). 2020年1月8日閲覧。
8. ↑  “Why Amber Rudd won’t suggest real solutions to the worsening Windrush scandal” (英語). www.newstatesman.com. 2020年1月8日閲覧。
9. ↑  Policy Editor, Oliver Wright (2018年4月30日). “Windrush scandal: Sajid Javid named home secretary after Amber Rudd resigns” (英語). The Times. ISSN 0140-0460 2020年1月8日閲覧。
10. ↑  “Winning the Windrush battle” (英語). Chatham House. 2020年1月8日閲覧。